# Рішар Гаске
Рішар Гаске (фр. Richard Gasquet, МФА: [ʁiʃaʁ ɡasˈkɛ], 18 червня 1986) — французький тенісист, чемпіон Відкритого чемпіонату Франції у міксті 2004 року в парі з Татьяною Головін, олімпійський медаліст.
Рішар Гаске почав займатися тенісом у 4 роки в тенісному клубі своїх батьків. Професіоналом він став у 2002 році, коли йому було 15 років. Найвище його досягнення на турнірах Великого шолома в одиночному розряді — півфінал Вімблдонського турніру 2007. Найвища позиція Гаске в рейтингу ATP — сьоме місце.
Улюблений удар Гаске — одноручний бекхенд вздовж лінії. Він швидкий точний і винахідливий, грає не тільки на задній лінії, а й по всьому корту. Його форхенд слабший. Гаске хвалять за вроджений талант, називають обдарованішим за Федерера. Недоліком Гаске є недостатня витривалість.
Бронзову олімпійську медаль Гаске виборов разом із Жульєном Беннето на літніх Олімпійських іграх 2012 у парному розряді.

## Виноски
1. ↑  Richard Gasquet. Архів оригіналу за 20 серпня 2015. Процитовано 19 січня 2024.
2. ↑  'mature Federer' Shakes Off Growing Pains. Архів оригіналу за 20 серпня 2008. Процитовано 30 квітня 2011.